# Sikkimais
Le sikkimais (tibétain : འབྲས་ལྗོངས་སྐད་, Wylie : 'bras ljongs skad, litt. « langue des vallées du riz ») est une des langues de l'État du Sikkim, en Inde.